# Rosette Luyina Kiese
Rosette Luyina Kiese (* 3. Dezember 1989 in Goma) ist eine kongolesische Kugelstoßerin, die im Behindertensport antritt. Sie nahm an den Sommer-Paralympics 2016 und 2020 teil.

## Leben und sportliche Karriere
Luyina Kiese wurde 1989 in Goma im Osten der Demokratischen Republik Kongo geboren. 2010 trat sie in Rutshuru in der seit Jahren von Konflikten betroffenen Provinz Nord-Kivu auf eine Landmine. Ihr rechtes Bein musste infolgedessen unterhalb des Knies amputiert werden. Sie zog nach Kinshasa, wo sie ein Rehabilitationsprogramm des Internationalen Roten Kreuzes besuchte, von dem sie von ihrer älteren Schwester erfuhr, der selbst zwei Beine amputiert worden waren. Dort kam Luyina Kiese im Alter von 20 Jahren mit der Para-Leichtathletik in Berührung.
Ab Februar 2015 konnten sie und andere Para-Leichtathleten mit Unterstützung des Internationalen Roten Kreuzes und des nationalen paralympischen Komitees im Stade des Martyrs in Kinshasa trainieren. Im September 2016 nahm Luyina Kiese an den Sommer-Paralympics 2016 in Rio de Janeiro teil und wurde als Fahnenträgerin für die Eröffnungszeremonie ausgewählt. In den Wettkämpfen landete sie in der Startklasse F56/F57 (selbst F57) mit einer Wurfweite von 4,97 Metern auf Platz 10.
2021 nahm Luyina Kiese in Tokio erneut an den Sommer-Paralympics teil. Als ihr Vorbild nannte sie die Para-Leichtathletin Dedeline Mibamba Kimbata. In den Wettkämpfen landete sie in der Startklasse F57 mit einer gegenüber 2016 verbesserten Wurfweite von 6,33 Metern auf Platz 11.